# أنتوني جي. بوسكو
أنتوني جي. بوسكو (بالإنجليزية: Anthony G. Bosco) هو كاهن كاثوليكي أمريكي، ولد في 1 أغسطس 1927 في نيو كاسل في الولايات المتحدة، وتوفي في 2 يوليو 2013 في غرينسبورج في الولايات المتحدة.